# Эдвин Святой
Эдвин Святой (др.-англ. Edwin или Eadwine; около 585 — 12 или 14 октября 633) — король Нортумбрии в 616—633 годах.
Эдвин принял в 627 году христианство и позднее был причислен к лику святых (день памяти в Католической церкви — 12 октября). Погиб в битве при Хэтфилде, потерпев поражение от объединённых войск бриттов и мерсийских англов.

## Биография
Эдвин был сыном короля Дейры Эллы. Согласно «Англосаксонской хронике», после смерти Эллы в 588 году престол в Дейре захватил Этельрик, происхождение которого однозначно не установлено (возможно, он был сыном или братом Эллы). В 604 году правителем Дейры стал король Берниции Этельфрит, муж дочери Эллы. В правление этих монархов Эдвин был вынужден скрываться в соседних государствах: по свидетельствам Реджинальда Даремского и Гальфрида Монмутского, в детстве он жил у короля Гвинеда Кадвана ап Иаго, затем — в Мерсии, и наконец — у короля Восточной Англии Редвальда. Последний в 616 году разбил Этельфрита у реки Идл, в результате чего Эдвин был избран королём Нортумбрии.
Став правителем Нортумбрии, Эдвин смог подчинить своей власти бо́льшую часть современной Северной Англии и завоевать последнее бриттское королевство в Пеннинах Элмет. После смерти Редвальда Эдвин стал самым могущественным англосаксонским монархом и был признан бретвальдой всей англосаксонской Британии. По утверждению Беды Достопочтенного, Эдвин «достиг такого могущества, как ни один король до него». Этот автор также отмечал, что Эдвину покорились Мэн и Англси. Правление Эдвина имело существенное значение для развития интеграции англосаксонских государств в единое государственное образование. Хотя Кент так и не признал верховенства Эдвина, остальные королевства гептархии образовали некоторое подобие конфедеративного образования под верховной властью Эдвина. Однако это объединение не имело прочной основы и опиралось лишь на личные связи Эдвина с королями южных англосаксонских государств и после его смерти сразу распалось.
Как правитель Эдвин сумел установить в своём государстве порядок и правосудие. Беда Достопочтенный так описывал состояние Англии в период его правления: «Говорят, что в то время в Британии — вернее в той её части, которой владел король Эдвин, — царил такой мир, что женщина с грудным младенцем на руках могла пройти через весь остров от моря до моря безо всякого вреда для себя. Этот король так заботился о благе своего народа, что велел установить на дорогах возле источников с чистой водой столбы и повесить на них медные кубки для утоления жажды путников».
Первой женой Эдвина была дочь короля Мерсии Керла Квенбурга (умерла около 616 года), в барке которой родились сыновья Осфрит (от англосаксонского «Божество мира») и Эдфрит (от англосаксонского «Власть мира»). В 625 году Эдвин женился вторично, взяв супругой дочь короля Кента Этельберта I Этельбургу, находившуюся в родстве с королевским домом Меровингов. Вместе с женой в столицу Эдвина, Йорк, прибыл христианский миссионер Паулин, начавший активную проповедническую деятельность в Нортумбрии.
С Эдвином связано несколько старинных английских легенд. Одна из наиболее известных содержится в «Церковной истории» Беды Достопочтенного и рассказывает о судьбе одного из тэнов, Эдвина Лиллы. Тот заслонил своим телом короля, когда на него со смазанным ядом мечом набросился подосланный королём Уэссекса Квихельмом убийца. В ту же ночь у Эдвина родилась дочь по имени Энфледа, и король пообещал Паулину, что он вручит дочь богу, если с его помощью сможет повергнуть врага, подославшего к нему убийцу. Вскоре Эдвин отправился с войском в Уэссекс, «сразил пять королей и убил великое множество их людей».
Существуют свидетельства о войне, которую в начале 620-х годов Эдвин вёл с правителем Ульстера Фиахной мак Баэтайном из рода Дал Арайде. В ирландских анналах сообщается, что в 623—624 годах Фиахна осаждал или штурмовал столицу Берниции Беббанбург. Предполагается, что война была вызвана борьбой правителей двух государств за контроль над островом Мэн. Смерть Фиахны мак Баэтайна в 626 году от рук его тёзки, Фиахны мак Деммайна из Дал Фиатах, а затем смерть и второго Фиахны год спустя в бою против Дал Риады, вероятно, облегчили для Эдвина путь для установления гегемонии в Ирландском море.
Большое значение имело принятие Эдвином христианства. Согласно свидетельству Беды Достопочтенного, в пользу новой религии высказалась англосаксонская аристократия и жрецы. 12 апреля 627 года в Йорке, в наскоро построенной из дерева церкви Святого апостола Петра состоялось крещение короля с семьёй и свитой. Эдвин много способствовал распространению христианства на севере Англии. По данным «Истории бриттов» Ненния и «Анналов Камбрии» Эдвина крестил Рин ап Уриен, сын короля бриттов Уриена. Англосаксонские источники не упоминают об этом; к тому же Рин не имел сана священника и стал королём после отца. Возможно, Эдвин действительно принял крещение, находясь в изгнании у бриттов, но тогда непонятно, зачем ему было креститься вторично.
Могущество Эдвина оказалось непрочным. Против него выступил король бриттов Гвинеда Кадваллон ап Кадван. По валлийской легенде, он был другом Эдвина, когда тот во время своего изгнания жил у его отца Кадвана ап Иаго. Однако позже королевство Кадваллона не раз страдало от нападений англов, и с его стороны война была попыткой изгнать захватчиков и вернуть утраченные в правление Этельфрита земли бриттов. В 633 году (по другим сведениям, в 632 году) Кадваллон ап Кадван в союзе с королём Мерсии Пендой напал на Эдвина. 12 (14) октября при Хэтфилде (местечко Хэтфилд-Чейз в графстве Йоркшир) противоборствующие стороны сошлись в сражении. Несмотря на численное превосходство противника, сражение проходило на равных, пока не был убит стрелой старший сын Эдвина Осфрит. Эдвин в отчаянии бросился на неприятеля и был убит, а его оставшееся без полководца войско разгромлено. Эдвин был похоронен в монастыре Стренескальк (аббатство Уитби). Позже он был объявлен мучеником и канонизирован.
После его смерти королева Этельбурга и Паулин бежали в Кент. Власть над Берницией перешла к сыну Этельфрита Энфриту, а в Дейре утвердился двоюродный брат Эдвина Осрик. В следующем году они погибли в борьбе с Кадваллоном ап Кадваном, но в 634 году последний потерпел поражение от брата Энфрита Освальда, которому удалось вновь объединить Нортумбрию.